# Stichting Stoomcentrum Zeeland

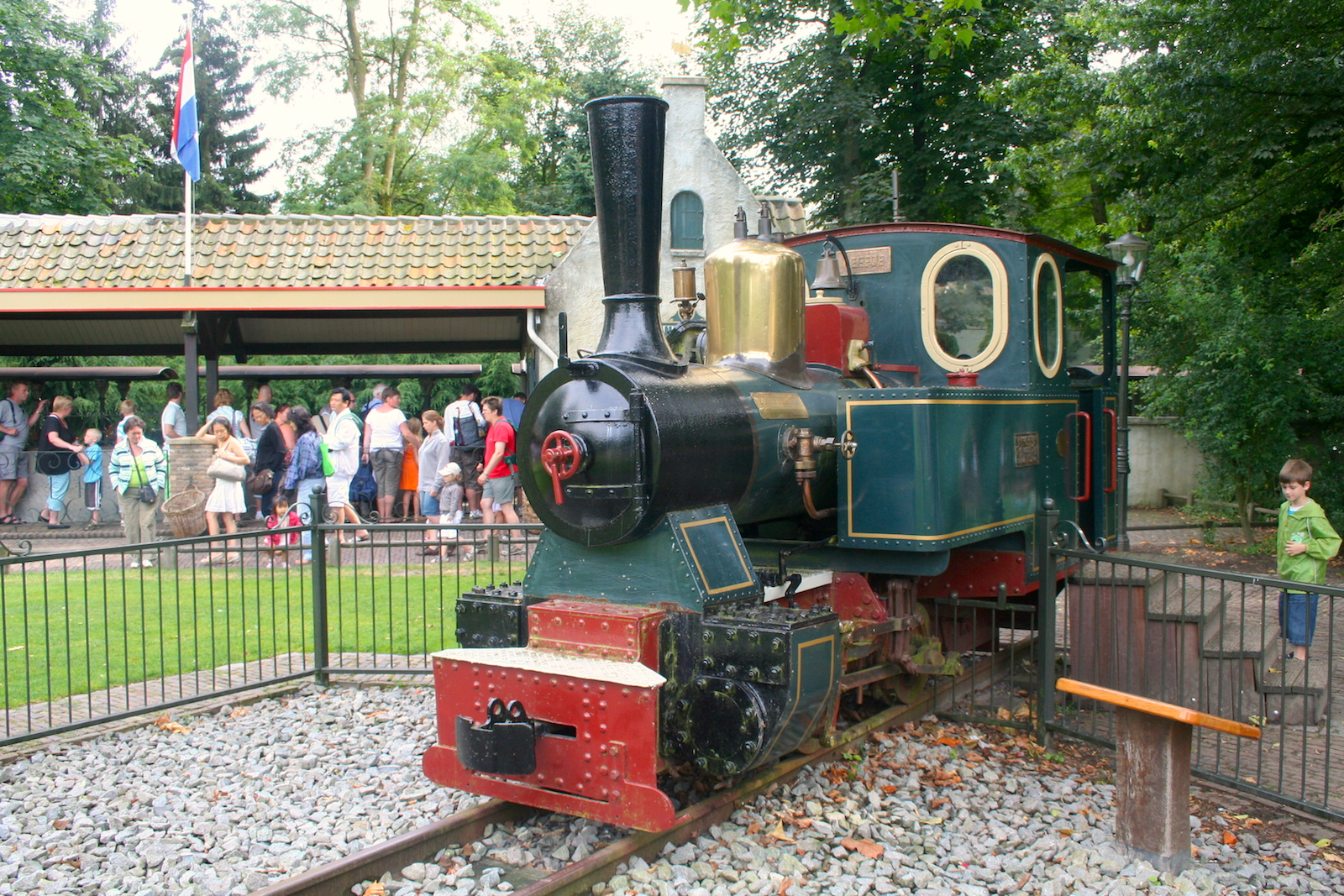
Locomotief 'Neefje' van de Efteling Stoomtrein Maatschappij opgesteld als statisch monument voor Station Marerijk. Foto: Erik Swierstra.

De Stichting Stoomcentrum Zeeland was in het Noord-Brabantse Zeeland een centrum dat ontstaan is door het opkopen van een partij schroot, met veel smalspoormaterieel en rails, door de Heer K.A. Neve uit Vreeswijk, die naam heeft gemaakt op smalspoorgebied door met mobiele modelspoorbanen op zeer grote schaal op evenementen overal in Nederland te staan. Daarnaast verzamelde hij industriële smalspoorlocomotieven.
De heer Neve staat bekend om zijn trein in de Linnaeushof en de Efteling Stoomtrein Maatschappij waar hij volgens richtlijnen van ontwerper Anton Pieck drie stoomlocomotieven heeft gerestaureerd. Een van de locomotieven uit de Efteling is naar hem vernoemd, "Neefje" is sinds 2001 niet meer in dienst en zij kan nu als monument voor het station op de Sint Nicolaasplaets in De Efteling worden bewonderd.
Na zijn verhuizing naar Zeeland (Noord-Brabant) in De Peel in 1973 is De Stichting Stoomcentrum Zeeland opgericht. Deze had vier smalspoortrajecten, elk ongeveer 450 meter lang met de spoorwijdtes 210 mm (miniatuurtrein), 450 mm, 700 mm en 900 mm. Rond 1980 bestond dit nog. Na opheffing in 1986, toen de heer Neve op leeftijd raakte, zijn diverse locs overgegaan naar Stoomtrein Valkenburgse Meer en Stoomgroep West Zuiderpark.